# Gaston Dron
Gaston Dron (Clichy-sur-Seine, 19 de març de 1924 - 23 d'agost de 2008) va ser un ciclista francès que va córrer durant els anys 40 del segle xx. El 1948 va prendre part en els Jocs Olímpics de Londres, guanyant una medalla de bronze en la prova de tàndem, fent parella amb René Faye.